# Accidente del Let L-410 Turbolet de South Sudan Supreme Airlines
El accidente del Let L-410 Turbolet de South Sudan Supreme Airlines fue un hecho ocurrido el martes 2 de marzo de 2021 cuando un vuelo de pasajeros operado por una aeronave Let L-410 de dicha aerolínea, se estrelló poco después de despegar del aeropuerto de Pieri, estado de Junqali, en Sudán del Sur. Los dos miembros de la tripulación y los 8 pasajeros a bordo fallecieron.
El vuelo se dirigía al aeropuerto de Yuai, una pequeña ciudad del condado de Uror del mismo estado, Junqali.

## Aeronave

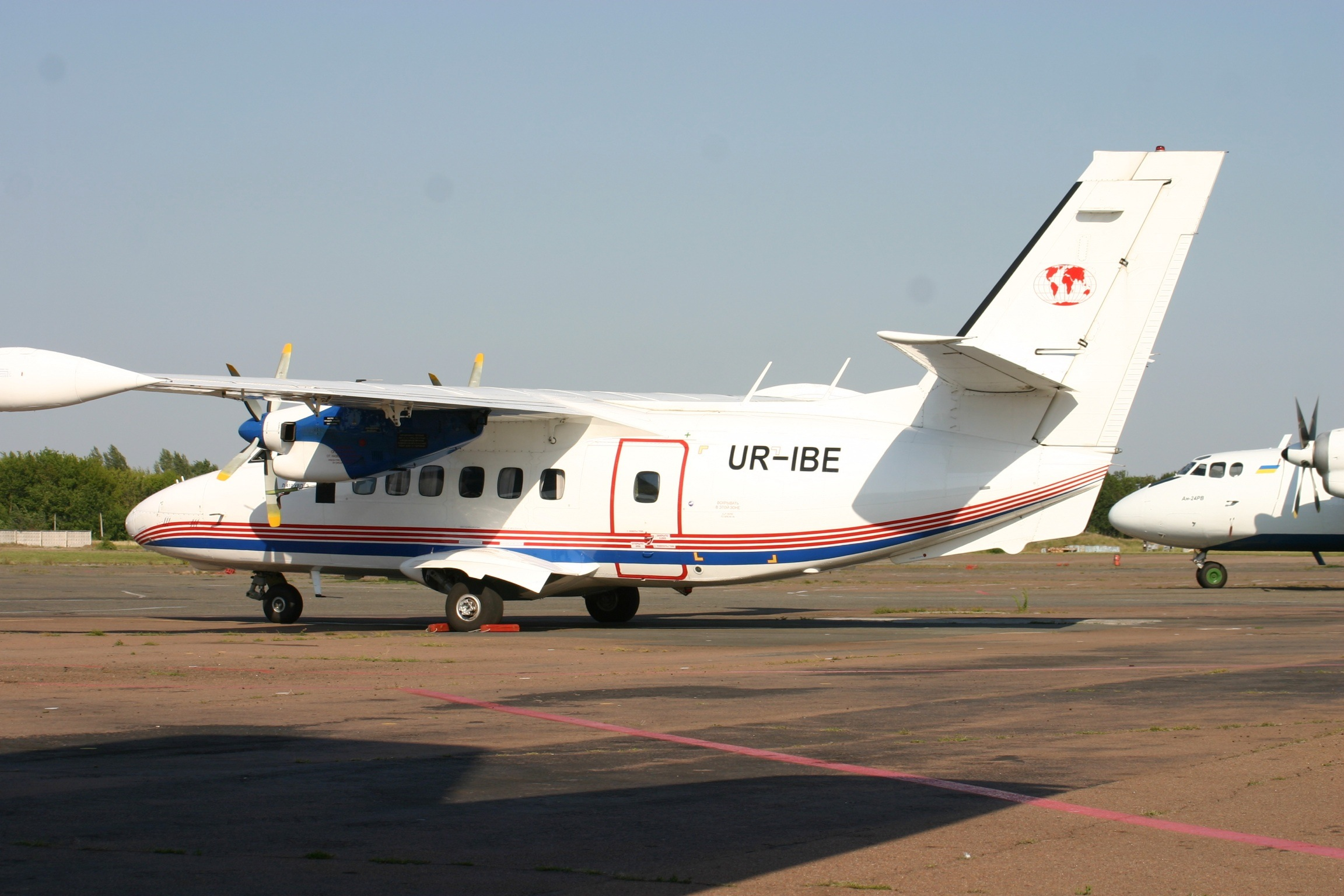
uno de los motores de la aeronave falló unos diez minutos después del despegue,estrellándose poco después

La aeronave era un L-410UVP-E construido en 1990 y entregada por primera vez a Aeroflot con matrícula CCCP-67663. Cinco años después, la aerolínea ucraniana, Rivne Universal Avia, la obtuvo con un nuevo registro, UR-67663. En 2004, le fue cedida al Centro de Aviación Comercial del mismo país matriculado UR-IBE. Años más tarde, en 2008, el avión fue dado a Forty Eight Aviation, en Sudán, registrado ST-RAS. En 2017, South Sudan Supreme Airlines adquirió el avión y lo estuvo operando hasta el día del accidente. La aerolínea lo registró inicialmente como 5Y-SSA. Sin embargo, en noviembre del mismo año cambió el registro por uno falso, TR-KSS. Y en 2020, lo cambió de nuevo falsamente como HK-4274, el cual era matrícula de un helicóptero colombiano.

## Tripulación y pasajeros
La tripulación estaba compuesta por el capitán, Majur Malou, y por un copiloto sudsudanés/estadounidense de 30 años que recibió su entrenamiento de vuelo en EE. UU. antes de regresar a Sudán del Sur hace más de 10 años, cuando comenzó a trabajar para South Supreme Airlines. Se dice que en el avión viajaban unos empresarios. Entre los que murieron en el accidente se encuentran los 2 pilotos, 2 niños, un hombre y cinco mujeres.

## Accidente
El avión despegó del aeropuerto aeropuerto de Pieri, estado de Junqali, en Sudán del Sur hacia aeropuerto de Yuai, una ciudad del mismo estado. Minutos después de despegar, el avión se estrelló contra el suelo, matando a las diez personas a bordo por el impacto.
El accidente se produjo en la tarde del martes en la zona de Uror, estado de Jonglei, en el este del país, y entre las víctimas mortales hay dos miembros de la tripulación del aparato, dijo en declaraciones a Efe el gerente general de la empresa South Supreme, Ay Duang Ay.
La Autoridad de Aviación Civil de Sudán del Sur informó que uno de los motores de la aeronave falló unos diez minutos después del despegue. Mientras volvía a Pieri, también se informó que el segundo motor había fallado.
"Estaba profundamente conmocionada y horrorizada al recibir la noticia del accidente de un avión (HK-4274) de South Sudanese High Airlines", dijo la gobernadora de Sudán del Sur, Dinai Jok Chagur, en un comunicado enviado a la Agence France-Presse el miércoles.

## Investigación
La Autoridad de Aviación Civil de Sudán del Sur está a cargo de la investigación y ya ha enviado un equipo para investigar lo sucedido. Kur Kuol, director de la Autoridad de Aviación Civil de Sudán del Sur, dijo el miércoles a Sudán del Sur en Focus de la VOA que las investigaciones preliminares sugieren que ambos motores fallaron minutos antes de que el avión se estrellara.